# Alger-Houari Boumédiènnes flygplats
Alger-Houari Boumédiènnes flygplats (IATA: ALG, ICAO: DAAG) (arabiska: مطار هواري بومدين الدولي; franska: Aéroport d'Alger Houari Boumédiène) är en internationell flygplats som betjänar staden Alger, Algeriet. Den ligger 16,9 km öst sydöst om staden.
Flygplatsen har fyra terminaler, tre stora parkeringar, två fyrstjärniga hotell, en buss- och taxiterminal, en järnvägsstation och snart en tunnelbanestation[när?]. Flygplatsen är namngiven efter Houari Boumédiènne, en tidigare president i Algeriet. 